# Lawton Chiles

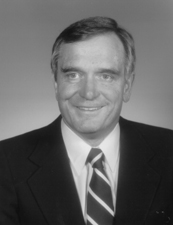
Lawton Mainor Chiles, Jr.

Lawton Mainor Chiles, Jr. (* 3. April 1930 in Lakeland, Florida; † 12. Dezember 1998 in Tallahassee, Florida) war ein US-amerikanischer Politiker und von 1991 bis 1998 der 41. Gouverneur von Florida. Zwischen 1971 und 1989 vertrat er seinen Staat im US-Senat.

## Frühe Jahre und politischer Aufstieg in den US-Senat

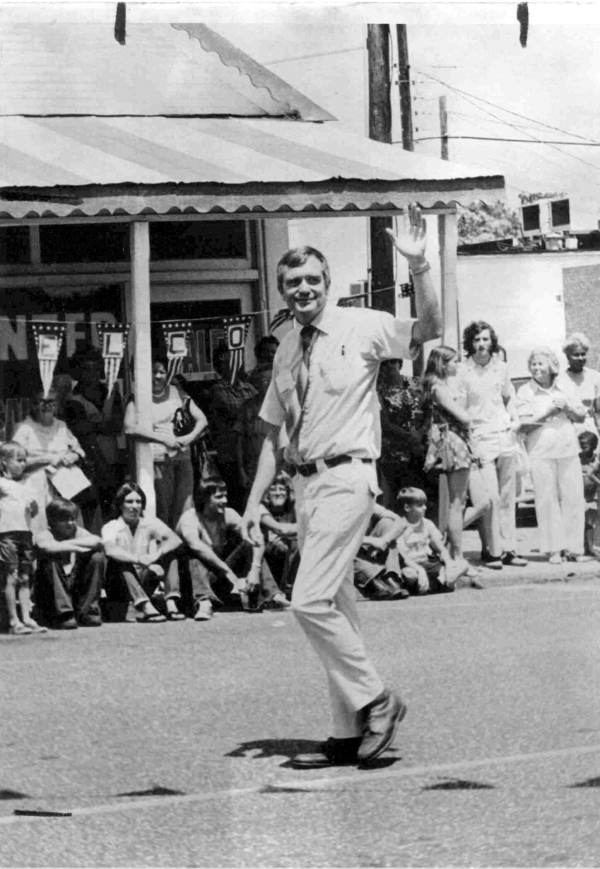
Chiles während seines Marsches durch Florida 1970

Lawton Chiles besuchte die University of Florida und absolvierte dort 1955 sein juristisches Examen. Zwischenzeitlich kämpfte er während des Koreakriegs in der US-Armee. Nach seiner Zulassung als Rechtsanwalt praktizierte er in seiner Heimatstadt Lakeland. Lawton Chiles wurde Mitglied der Demokratischen Partei. Von 1958 bis 1966 war Chiles Abgeordneter im Repräsentantenhaus von Florida; und von 1966 bis 1970 war er im Staatssenat.
Obwohl er bereits zwölf Jahre als lokaler Abgeordneter diente, war Chiles in der breiten Öffentlichkeit praktisch unbekannt, als er sich 1970 um einen Sitz im Senat der Vereinigten Staaten bewarb. Um trotz seines geringen Wahlkampf-Budgets Aufmerksamkeit zu gewinnen, begab sich Chiles auf einen Fußmarsch durch den ganzen Bundesstaat, vom Florida Panhandle bis auf die Florida Keys. Insgesamt legte Chiles in drei Monaten 1033 Meilen zurück, worüber die Medien entsprechend berichteten. Zudem konnte Chiles auf seiner Tour viele Gespräche mit einfachen Bürgern führen, sodass seine bodenständige Art ihm viel Anerkennung und letztlich auch Wählerstimmen brachte. Von diesem Fußmarsch stammte auch sein Spitzname  „Walkin' Lawton“, den Chiles sein Leben lang behielt.
Er wurde 1970 tatsächlich in den Senat gewählt, in dem er vom 3. Januar 1971 bis zum 3. Januar 1989 verblieb. Bei den Wahlen 1976 und 1982 wurde jeweils mit Stimmenanteilen von über 60 % wiedergewählt. Er war dort der erste Senator aus Florida, der dem Haushaltsausschuss vorstand, und er war Vorsitzender eines Sonderausschusses, der sich mit den Problemen des Alterns befasste (Special Committee on Aging). Er gründete die Nationale Kommission gegen Kindersterblichkeit und wurde deren Vorsitzender. Im Jahr 1988 wollte er sich wegen gesundheitlicher Probleme aus der Politik zurückziehen und verzichtete auf eine erneute Kandidatur für den US-Senat. Er litt ab den 1980er-Jahren an Herzproblemen und musste sich 1985 einer Operation unterziehen. Im Dezember 1987 kündigte er an, sich bei den Wahlen im Herbst 1988 nicht erneut um das Senatsmandat zu bewerben. Vor allem gegen Ende seiner Amtszeit war er von der Arbeit im US-Senat frustriert, weil ihm die Entscheidungen nicht schnell genug gingen.

## Gouverneur von Florida

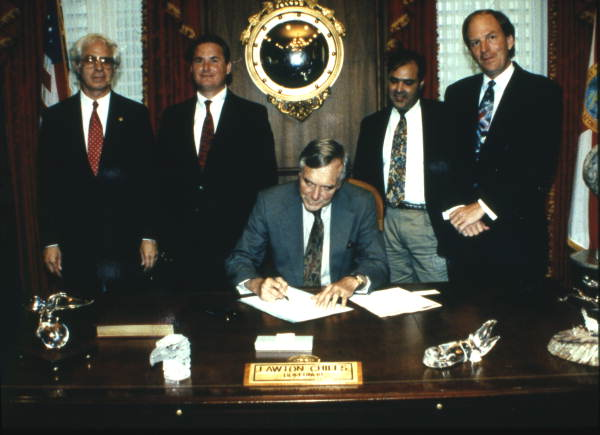
Gouverneur Chiles in seinem Büro während der Unterzeichnung von Dokumenten (genaues Bilddatum unbekannt)

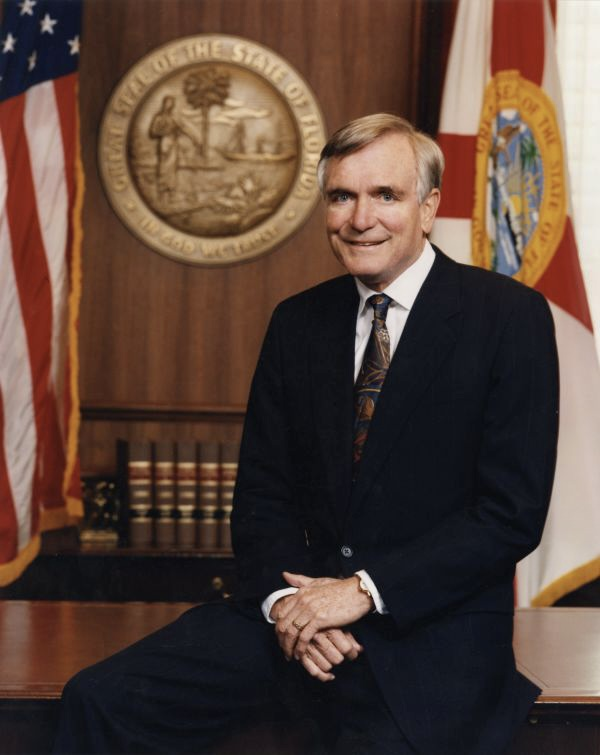
Offizielles Porträt als Gouverneur

Obwohl Chiles nach dem Ende seiner Zeit als Senator in den Ruhestand gehen wollte, überredeten seine Freunde ihn, 1990 für das Amt des Gouverneurs von Florida zu kandidieren. Bei den Vorwahlen der Demokraten im Sommer 1990 setzte er sich gegen Bill Nelson durch. Die eigentliche Wahl im November des Jahres gewann er gegen Amtsinhaber Robert Martinez deutlich mit 56,5 % der Stimmen. Auf den Republikaner Martinez entfielen 43,5 % der Stimmen.
Nach seinem Wahlerfolg konnte Chiles am 8. Januar 1991 sein neues Amt antreten. In seiner ersten Amtszeit musste sich der Gouverneur mit einer starken Opposition auseinandersetzen. Einige Reformvorschläge auf dem Gebiet des Gesundheits- und Steuerwesens wurden abgelehnt. Eine allgemeine Wirtschaftskrise in jenen Jahren sowie die Folgen des Hurricanes „Andrew“ führten zu einem starken Rückgang seiner Popularität. Erfolgreich war Chiles hingegen mit seinem Anliegen, die Bürokratie abzubauen. Während seiner gesamten Zeit als Gouverneur strich er mittels exekutiver Verfügungen mehrere tausend Vorschriften oder ersetzte sie durch informalere „Guidelines“.
Trotz seiner zurückgegangenen Beliebtheit stellte er sich 1994 zur Wiederwahl als Gouverneur. Begleitet wurde der Wahlkampf von einem landesweiten Popularitätsverlust seiner Partei, die bei den parallel stattfindenden Kongresswahlen starke Verluste hinnehmen musste. Bei der Gouverneurswahl kam zu einem Kopf-an-Kopf-Rennen mit seinem republikanischen Gegenkandidaten Jeb Bush, dem Sohn des früheren US-Präsidenten George H. W. Bush und Bruder des späteren Präsidenten George W. Bush. In den letzten Wochen der Kampagne gelang es Chiles, die öffentliche Meinung wieder leicht zu seinen Gunsten zu beeinflussen, was vor allem mit einem gelungenen Auftritt in einer Fernsehdebatte begründet wurde. Entgegen dem nationalen Trend konnte sich Chiles am Ende mit 50,8 % der Stimmen knapp gegen Bush (49,2 %) durchsetzen. Dennoch verlor seine Partei ihre Mehrheit im Parlament. Im Januar 1995 wurde er für eine zweite Amtszeit vereidigt. Seine Wiederwahl 1994 bleibt bis heute (Stand 2018) der letzte demokratische Wahlsieg bei einer Gouverneurswahl in Florida.
In seiner zweiten Amtszeit gelang es seiner Regierung, einen Prozess gegen die Tabakindustrie zu gewinnen, die 11,3 Milliarden Dollar Entschädigung für Schäden zahlen musste, die dem Gesundheitssystem durch typische Raucherkrankheiten entstanden waren. Mit dem Geld wurden unter anderem neue Schulen gebaut. Hier schaffte es der Gouverneur jedoch mit der republikanischen Mehrheit in der State Legislature zusammenzuarbeiten. In gesellschaftspolitischen Fragen vertrat Chiles zum Teil liberale als auch konservative Positionen. So war für das Recht auf Schwangerschaftsabbruch, da er ein Verbot als Einmischung in das Privatleben der Frauen sah. Ein Anfang 1998 verabschiedetes Gesetz zur Einschränkungen von Abtreibungen stoppte der Gouverneur mit einem Veto. Gleichzeitig verstand sich Chiles als Anhänger der Todesstrafe. Während seiner Amtszeit fanden in Florida 18 Hinrichtungen statt. Von Seiten der Republikaner wurde dennoch für eine vermeintlich zu schwache Haltung gegenüber Kriminellen kritisiert. Als Gouverneur gelang es Chiles durch seine Berufungen an den Obersten Gerichtshof die Rechtsprechung des Bundesstaates lange über seine Amtsperiode hinaus zu prägen. So ernannte er zwischen 1991 und 1998 insgesamt fünf der sieben obersten Richter. Ende 1998, nach der Gouverneurswahl, aber vor Ende seiner Amtszeit, verständigte er sich mit dem gewählten Gouverneur Jeb Bush auf einen gemeinsamen Kandidaten, da die Amtszeit des bisherigen Richters genau zur selben Zeit wie jene des Gouverneurs geendet hätte. Chiles und Bush wollten so eine mögliche verfassungsrechtliche Kontroverse vermeiden, welcher Gouverneur letztlich die Ernennungsbefugnis gehabt hätte.
Für die 1998 anstehenden Gouverneurswahlen durfte Chiles selbst nicht mehr kandidieren, weil die Verfassung nicht mehr als zwei zusammenhängende Amtszeiten erlaubte. Er setzte sich aber für seinen Vizegouverneur Kenneth MacKay, mit dem er auch privat befreundet war, als seinen Nachfolger ein. Dieser unterlag aber bei den Wahlen am 3. November  gegen Jeb Bush. Am 12. Dezember 1998, gut drei Wochen vor Ende seiner Amtszeit, erlitt Chiles einen Herzinfarkt, an dem er noch in seinem Amtssitz im Alter von 68 Jahren verstarb. Damit wurde sein Stellvertreter McKay noch für die Zeit bis zur Vereidigung Jeb Bushs am 5. Januar 1999 Gouverneur von Florida.

## Privates
Lawton Chiles war mit Rhea Chiles verheiratet, mit der er vier Kinder hatte. Kay Hagan, ehemalige US-Senatorin aus North Carolina, war seine Nichte.